# Maulau
Maulau ist ein osttimoresischer Suco im Verwaltungsamt Maubisse (Gemeinde Ainaro).

## Geographie

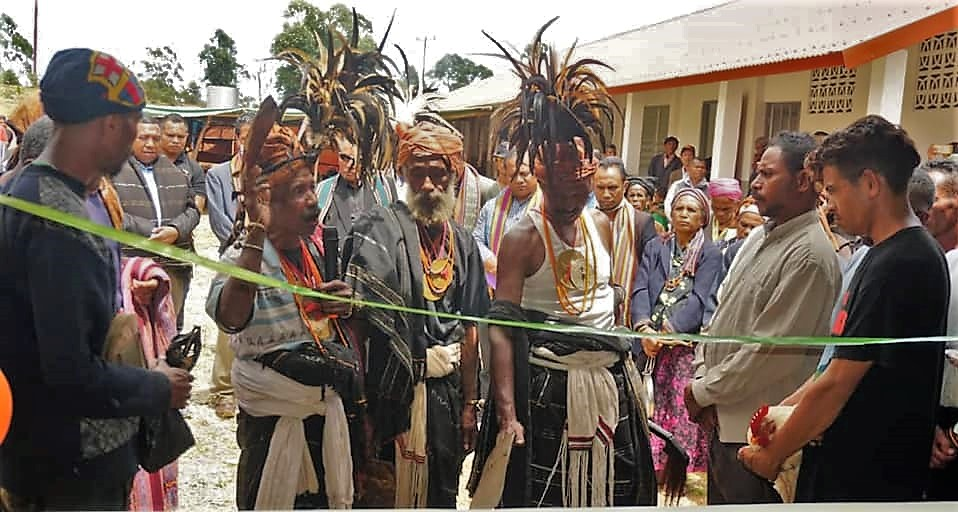
Einweihung der Grundschule Eskola TECVOC (2022)

Maulau liegt im Norden des Verwaltungsamtes Maubisse. Südlich des Hauptterritoriums befinden sich die Sucos Manelobas und Edi und westlich der Suco Fatubessi. Im Osten grenzt Maulau an das Verwaltungsamt Turiscai (Gemeinde Manufahi) mit seinen Sucos Manumera und Caimauc, im Norden an das Verwaltungsamt Lequidoe (Gemeinde Aileu) mit seinen Sucos Bereleu und Betulau und im Nordwesten an das Verwaltungsamt Aileu (Gemeinde Aileu) mit seinen Sucos Lausi und Lequitura. Maulau hat zudem zwei Exklaven. Südwestlich liegt die Aldeia Rita. Südlich befindet sich die Aldeia Hahi-Mau.
Ein Fluss bildet die Grenze zur Gemeinde Aileu. Wo er die Nordgrenze von Fatubessi zum Verwaltungsamt Aileu bildet, hat er den Namen Oharlefa. Zwischen Maulau und Lequidoe wird er Daisoli genannt. Er gehört zum Flusssystem des Nördlichen Laclós. Im Süden von Maulau entspringt der Aicocai, ein Zufluss des Sui, der zum System des Caraulun gehört.
Maulau hat eine Fläche von 37,14 km² und teilt sich in die zehn Aldeias Aihosan, Hahi-Mau, Hato-Cade (Hatucade, Hatukade, Hatokade), Hato-Lete (Hatulete), Laca-Mali-Cau (Laka Malikau, Lakamalikau, Lokamalikau, Lokamalikan, Laca-Mali), Lumo-Luli (Lumululi), Maleria, Rita, Tara-Bula (Tarabula) und Ussululi (Ussu Luli, Ussu Loli, Usululi, Ussuli, Uculoli).
Im Norden liegen die Orte Hato-Cade, Lumo-Luli und Maleria und im Zentrum Ussululi. Südlich davon befinden sich Laca-Mali-Cau, Hato-Lete, Tara-Bula und etwas weiter westlich Aihosan. In den Exklaven liegen die Dörfer Rita und Hahi-Mau. In Ussululi, Lumo-Luli, Hato-Lete, Rita und Hahi-Mau gibt es Grundschulen. Ussululi verfügt zudem über ein Hospital. Außerdem befindet sich hier der Sitz des Sucos.

## Einwohner
Im Suco leben 3.887 Menschen (2022), davon sind 12.015 Männer und 1.872 Frauen. Im Suco gibt es 648 Haushalte. Fast alle der Einwohner geben Mambai als ihre Muttersprache an. Nur eine kleine Minderheit sprechen Tetum Prasa.

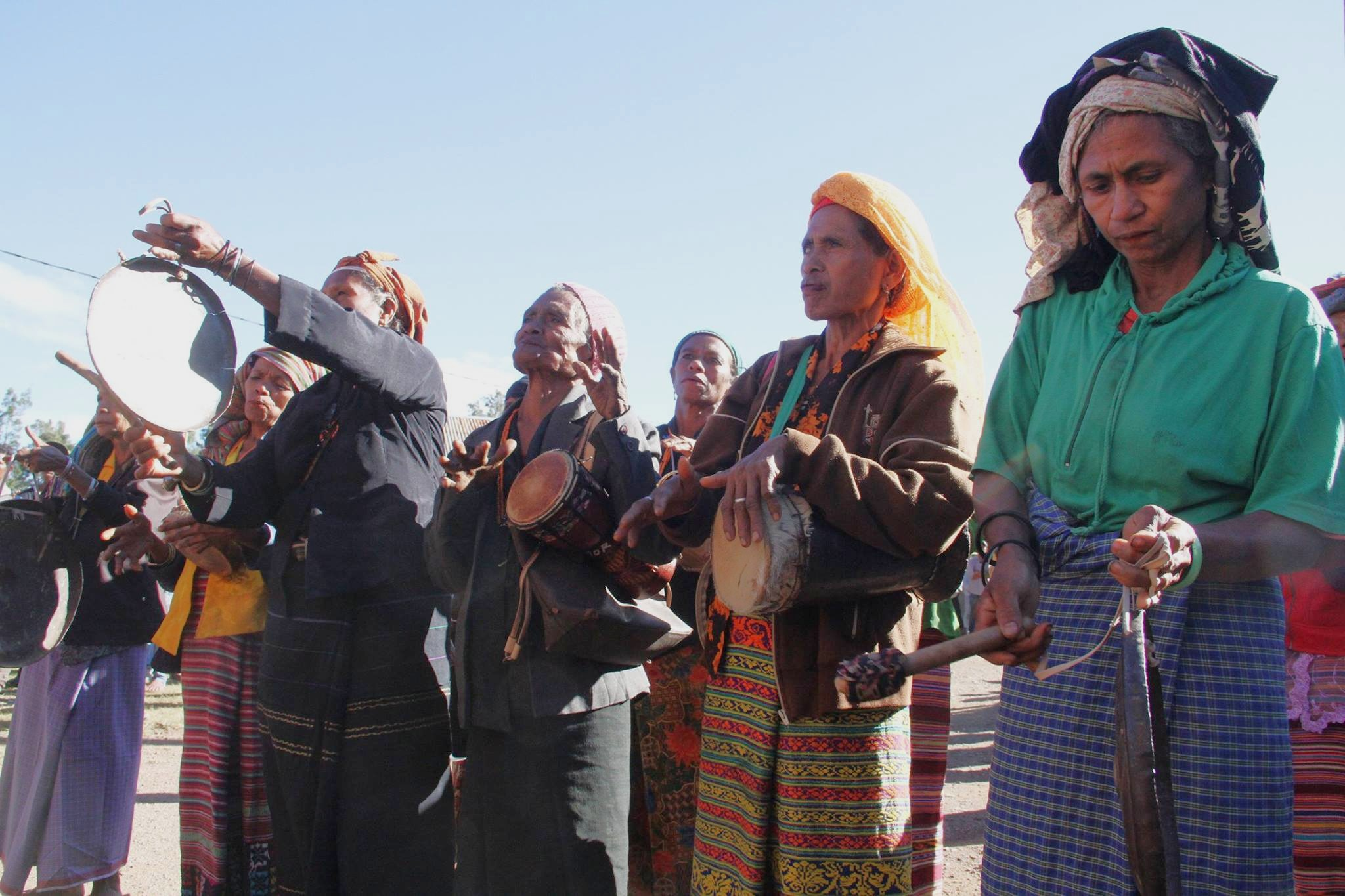
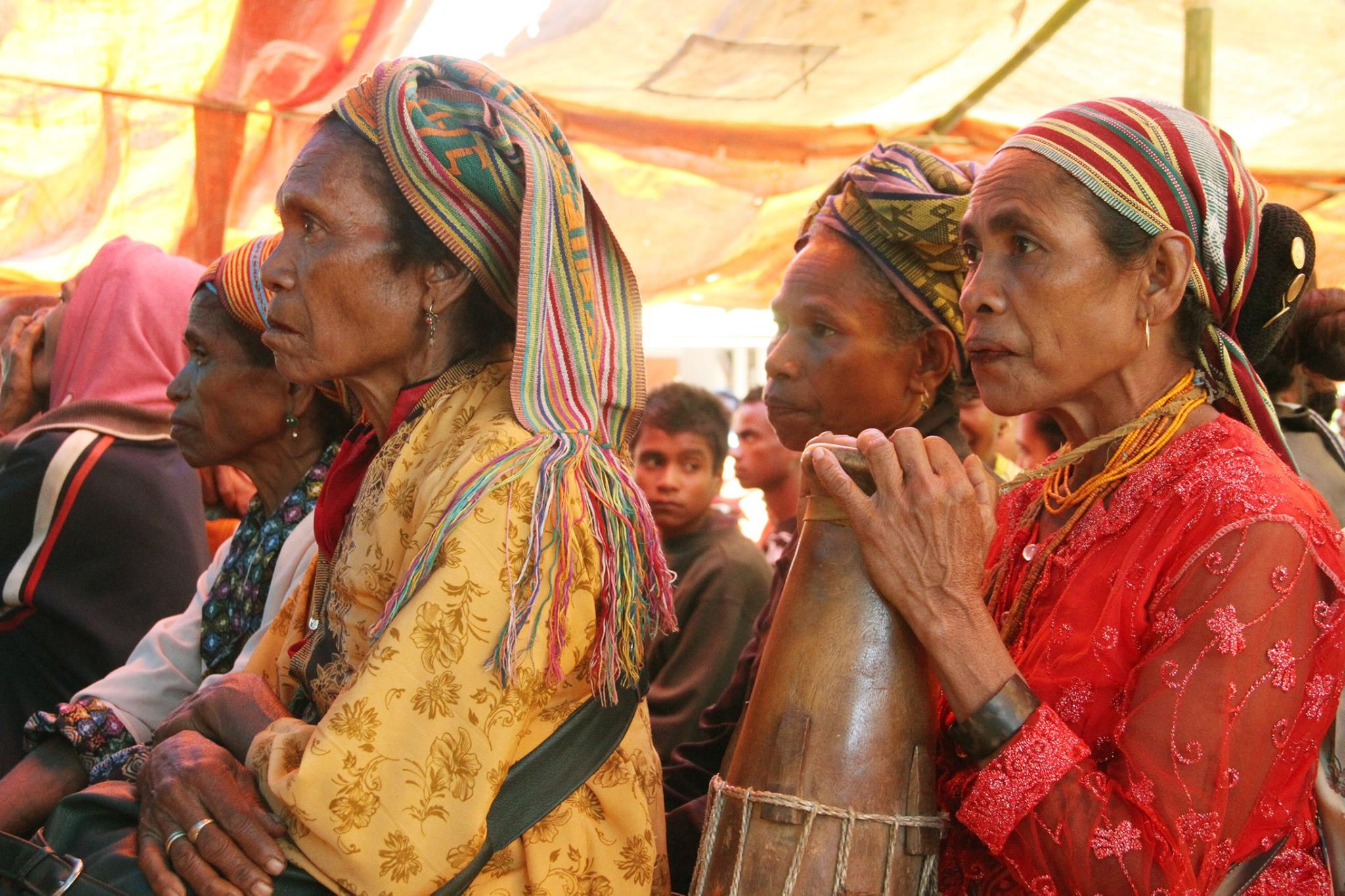
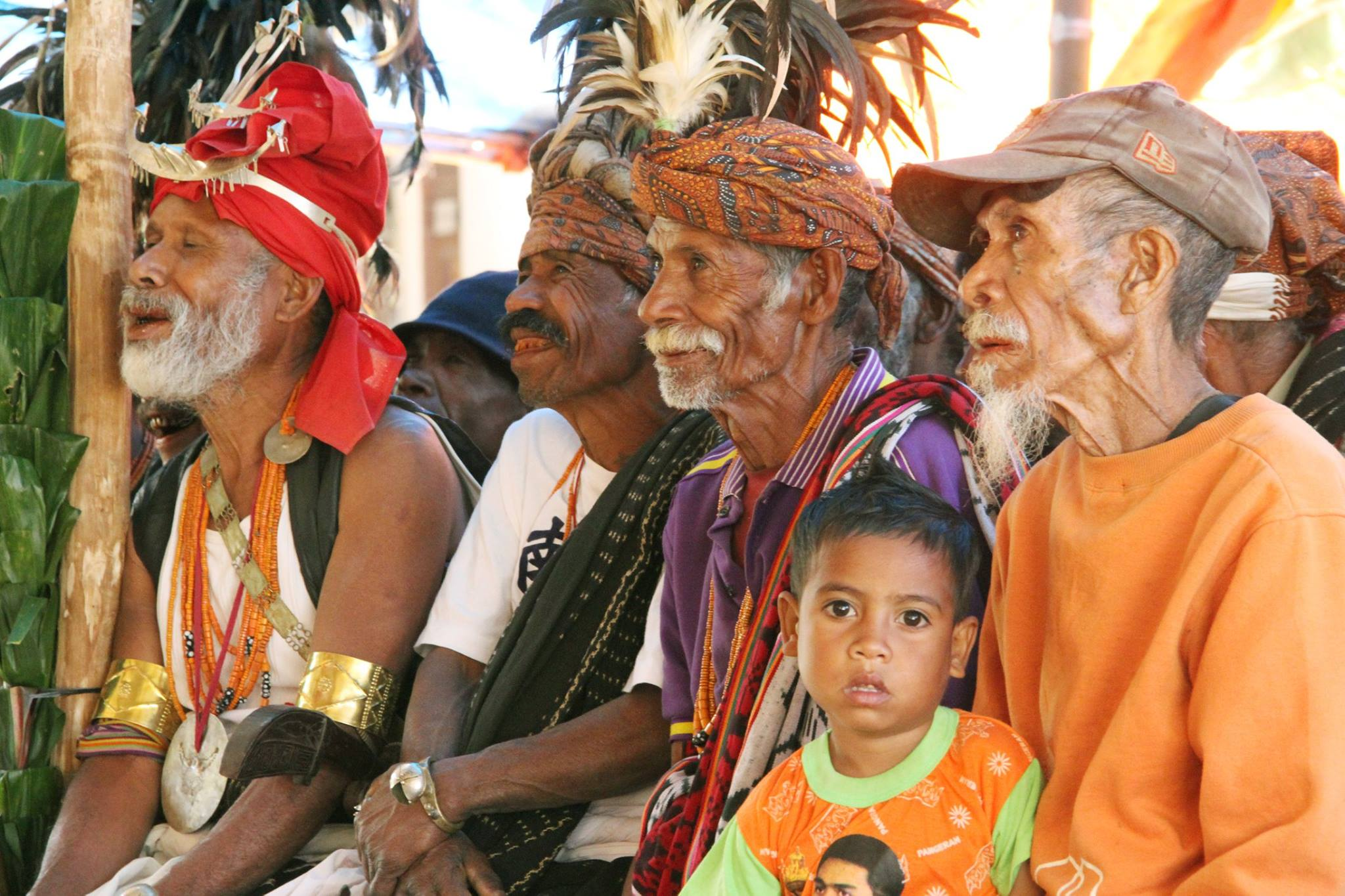
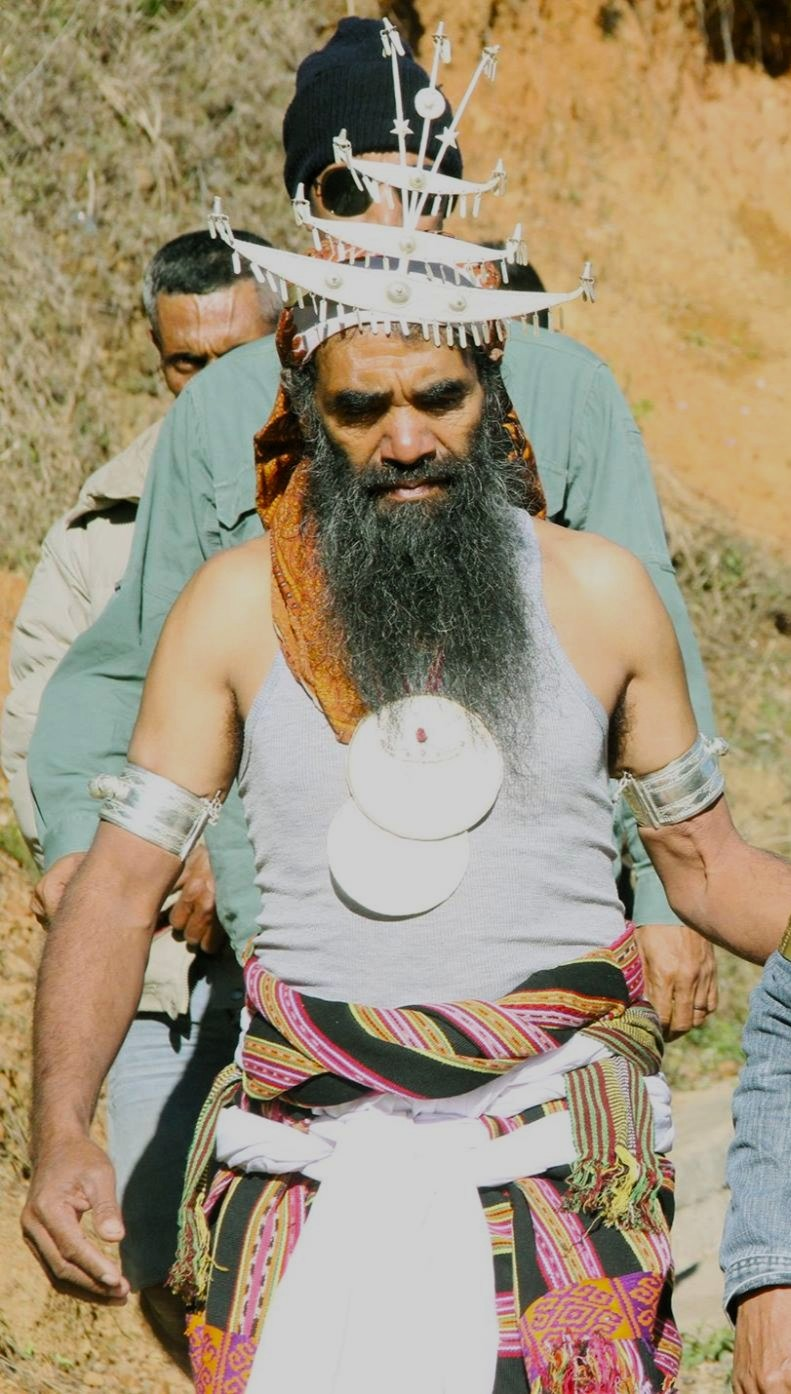

## Geschichte
Während des Bürgerkrieges zwischen FRETILIN und UDT 1975 kam es auch in Maulau zu Kämpfen. Die Bewohner Maulaus hatten sich in Unterstützer der beiden politischen Lager gespalten. Bereits im September 1974 waren FRETILIN-Unterstützer in das benachbarte Turiscai abgewandert. Im Januar 1975 verstärkte sich der Konflikt zwischen den Gruppen bei der traditionellen Erntedankzeremonie. Ein Führer der FRETILIN stachelte im August 1975 im benachbarten Turiscai und Lequidoe bei Reden die Feindschaft weiter an. Er rief seine Unterstützer auf, „die Dornen in Lumo-Luli zu beseitigen“. Daraufhin kam es am 7. August 1975 zum Angriff von FRETILIN-Einheiten aus Lequidoe und Turiscai auf die Aldeias Maleria, Lumo-Luli und Ussululi. Zwischen 10 und 25 Menschen wurden von den FRETILIN-Kämpfern getötet. Etwa 675 Häuser wurden niedergebrannt, Nutzvieh gestohlen oder getötet. Die Anhänger der UDT flohen nach Maubisse und ließen dabei Kinder und Alte zurück.
Am 11. August trafen 30 UDT-Kämpfer aus Ermera ein. Sie wurden am 14. August von den FRETILIN-Anhängern aus Turiscai in Laca-Mali-Cau angegriffen. Acht Häuser wurden niedergebrannt. Schließlich rief der FRETILIN-Führer Januario Soares zum Ende der Kämpfe auf: „Es gibt keine Parteien mehr, jeder gehört zur Maubere Volkspartei (FRETILIN). Es wird kein Töten mehr geben.“ Zu diesem Zeitpunkt waren bereits 37 Menschen, meist UDT-Anhänger, umgekommen.

## Politik

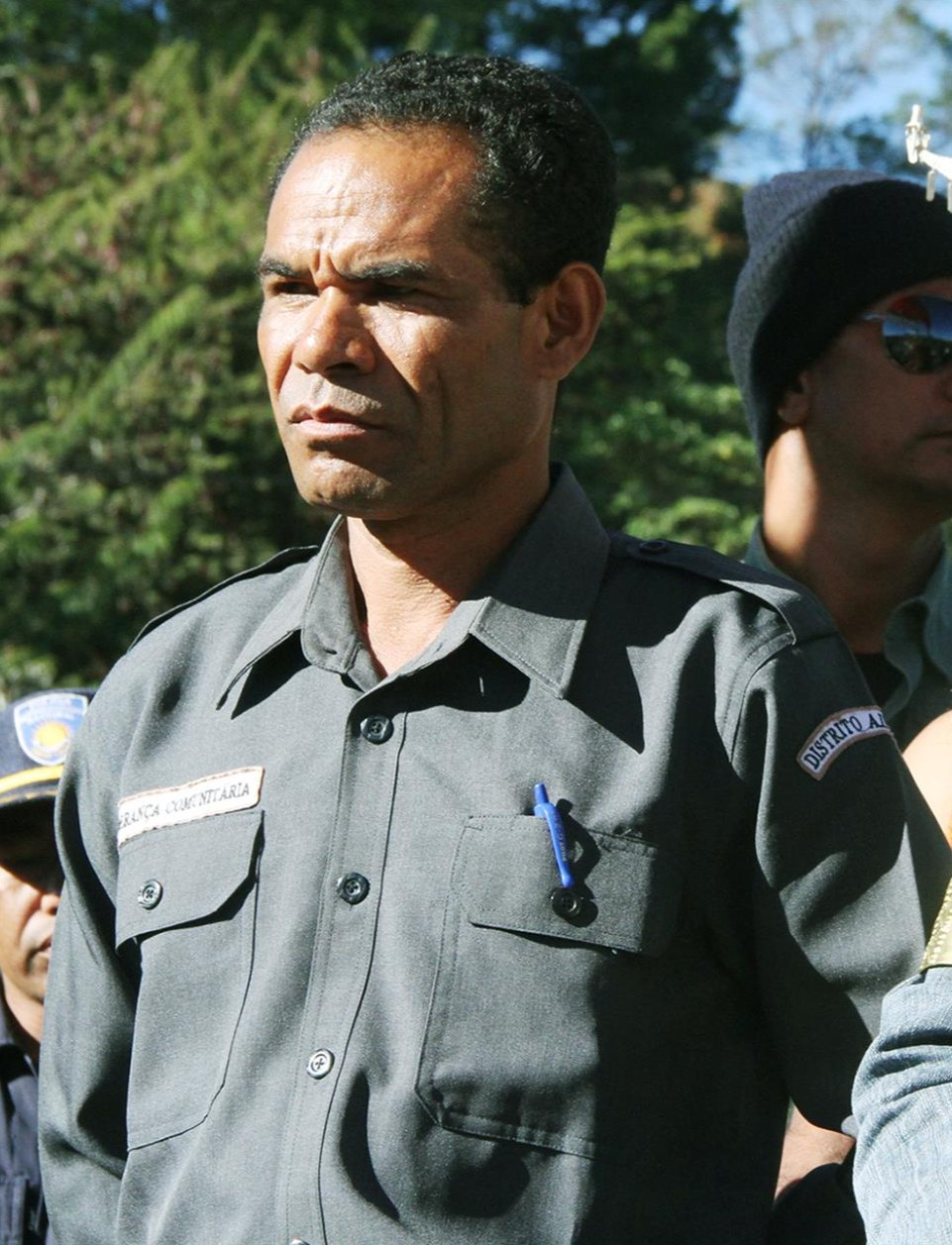
Domingos Mendonça (2016)

Bei den Wahlen von 2004/2005 wurde Domingos Mendonça zum Chefe de Suco gewählt und 2009 und 2016  in seinem Amt bestätigt.